# Drozdowo (gmina w województwie białostockim)
Drozdowo (od 1973 Piątnica) – dawna gmina wiejska istniejąca do 1954 roku w woj. białostockim i przejściowo w woj. warszawskim (dzisiejsze woj. podlaskie). Nazwa gminy pochodzi od wsi Drozdowo, lecz siedzibą władz gminy była Piątnica Poduchowna.
Za Królestwa Polskiego gmina Drozdowo należała do powiatu łomżyńskiego w guberni łomżyńskiej. 19 maja?/31 maja 1870 do gminy przyłączono niektóre wsie z gminy Borzejewo.
Przez większą część okresu międzywojennego gmina Drozdowo należała do powiatu łomżyńskiego w woj. białostockim. 1 kwietnia 1939 roku gminę Drozdowo wraz z całym powiatem łomżyńskim przyłączono do woj. warszawskiego.
Według Powszechnego Spisu Ludności z 1921 roku gminę zamieszkiwało 8.187 osób, 7.587 było wyznania rzymskokatolickiego, 14 prawosławnego, 7 ewangelickiego, 2 greckokatolickiego a 577 mojżeszowego. Jednocześnie 7.668 mieszkańców zadeklarowało polską przynależność narodową, 1 białoruska, 516 żydowską, 1 czeską a 1 rusińską. Było tu 1.069 budynków mieszkalnych.
Przez krótki okres po wojnie gmina zachowała przynależność administracyjną, lecz już 18 sierpnia 1945 roku została wraz z powiatem łomżyńskim wyłączona z woj. warszawskiego i przyłączona z powrotem do woj. białostockiego. 1 lipca 1952 roku gmina była podzielona na 29 gromad.
Gmina została zniesiona 29 września 1954 roku wraz z reformą wprowadzającą gromady w miejsce gmin. Jednostki nie przywrócono 1 stycznia 1973 roku po reaktywowaniu gmin, utworzono natomiast jej terytorialny odpowiednik, gminę Piątnica.